# Aerial Lift Bridge

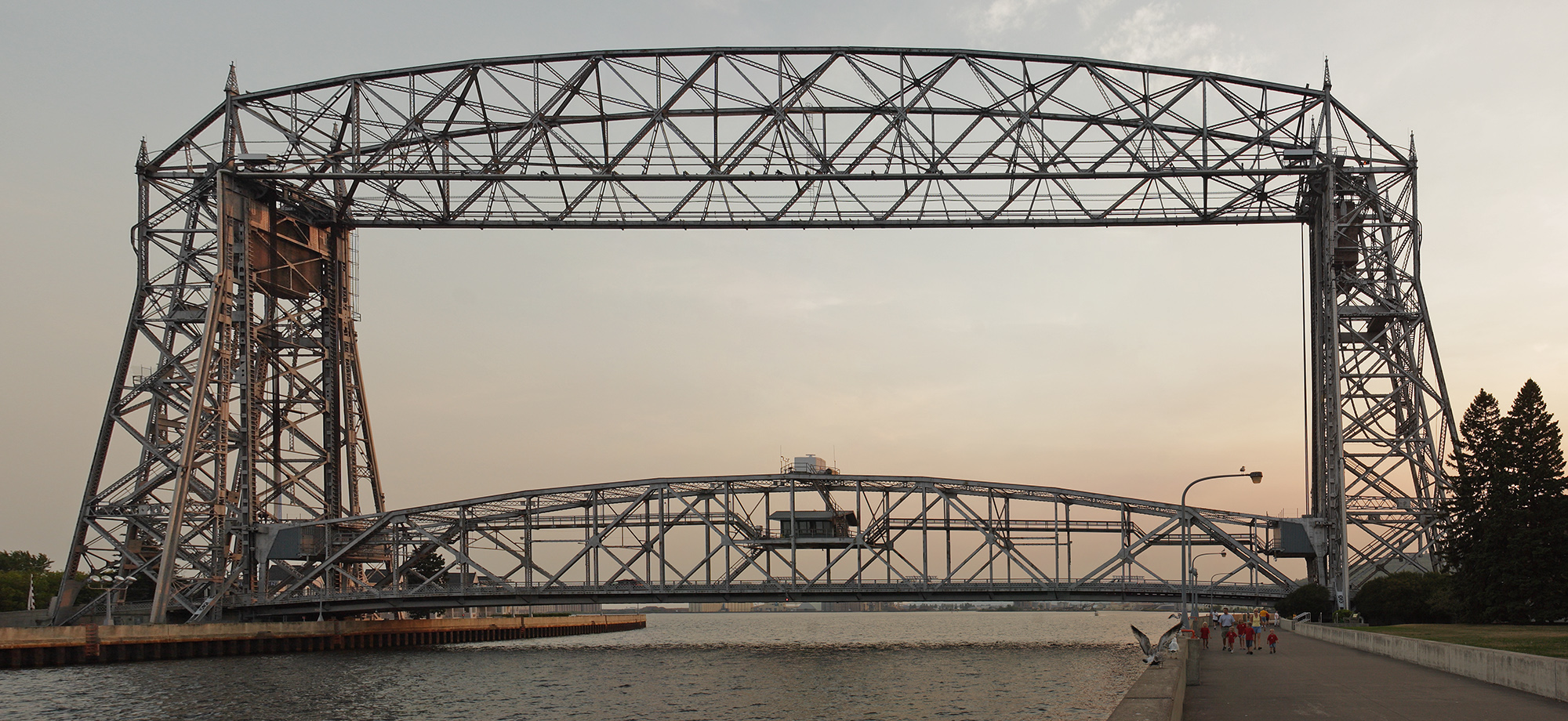
Aerial Lift Bridge

Gondolen, omkring 1908

Aerial Lift Bridge är en lyftbro, och en tidigare hängfärja, över Duluth Ship Canal i Duluth i Minnesota i USA. Den är ett byggnadsminne sedan 1973.
Bron är ritad av Thomas F. McGilvray på C.A.P. Turner och byggdes 1905. Bron byggdes om till en lyftbro för att höja kapaciten, med början 1929. Det första brolyftet gjordes i mars 1930. 
Saint Louis Rivers naturliga mynning ligger omkring elva kilometer längre sydost i ett sandigt område, och delas av Minnesota och Wisconsin. De boende på den nybildade ön i deltat behövde ett sätt att komma över vattenrännan. Olika transportmetoder prövades. Färjor fungerade sommartid, men is skapade problem under vintersäsongen. En vridbar fotgängarbro användes, men ansågs skranglig och osäker.
År 1892 hölls en tävling. Den vinnande konstruktionen föreslogs av John Low Waddell, som ritade en hög och 130 meter bred lyftbro som staden Duluth ville uppföra. USA:s försvarsministerium hade emellertid invändningar, och projektet lades ned. Waddells konstruktion kom i stället till utförande i Chicago, i form av den något större South Halsted Street Bridge (riven 1932).
Senare planerades att uppföra en hängfärjekonstruktion som kunde skeppa över folk från en sida av floden till den andra. Duluthhängfärjan inspirerades av en fransk hängfärja, men den faktiska konstruktionen blev annorlunda. Färjans gondol kunde lasta 54 ton och ta 350 personer plus vagnar, spårvagnar och personbilar. En överfart tog omkring en minut och gondolen hade en avgång var femte minut under rusningstid. 

## Bildgalleri

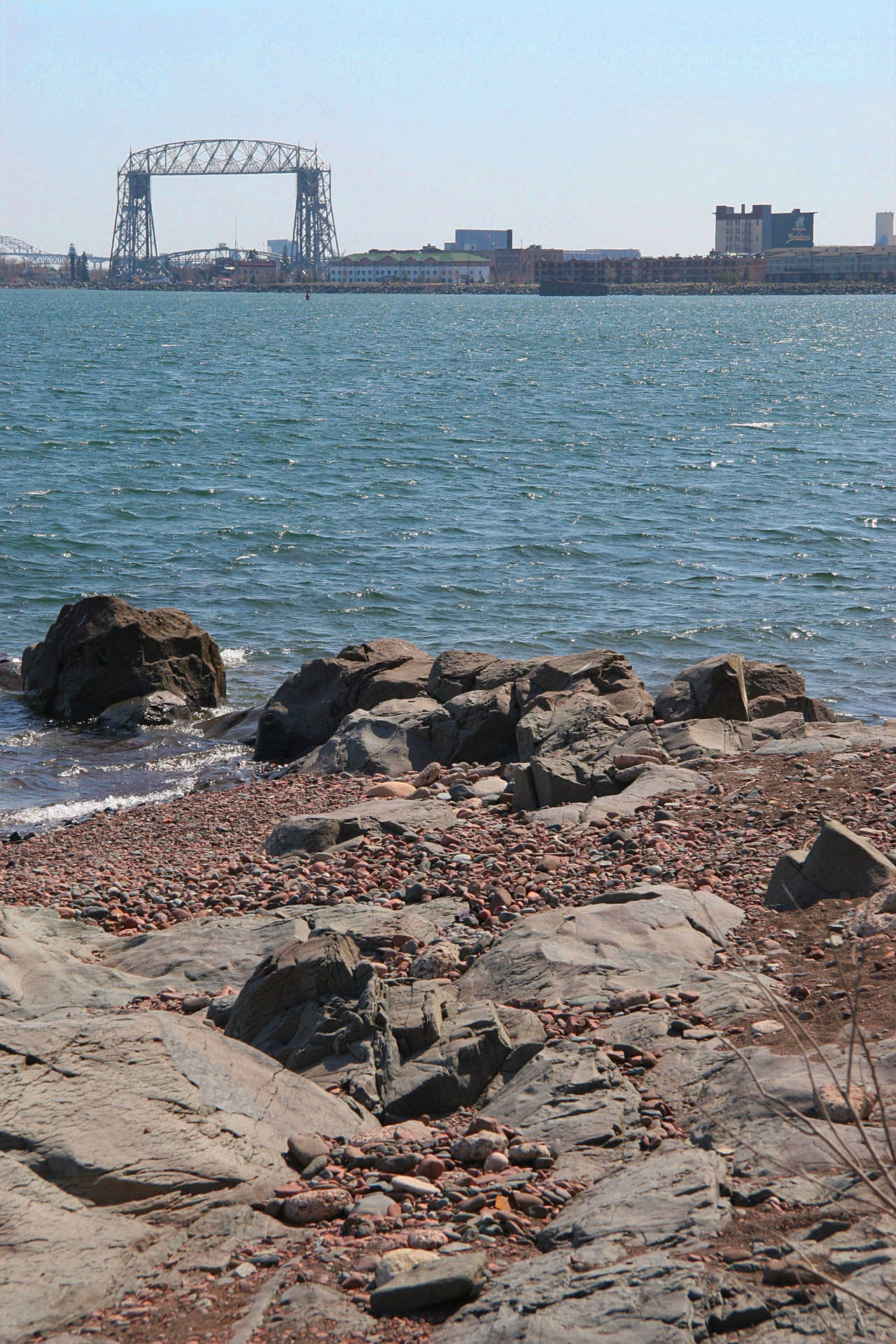
Aerial Lift Bridge dominerar Canal Parks skyline
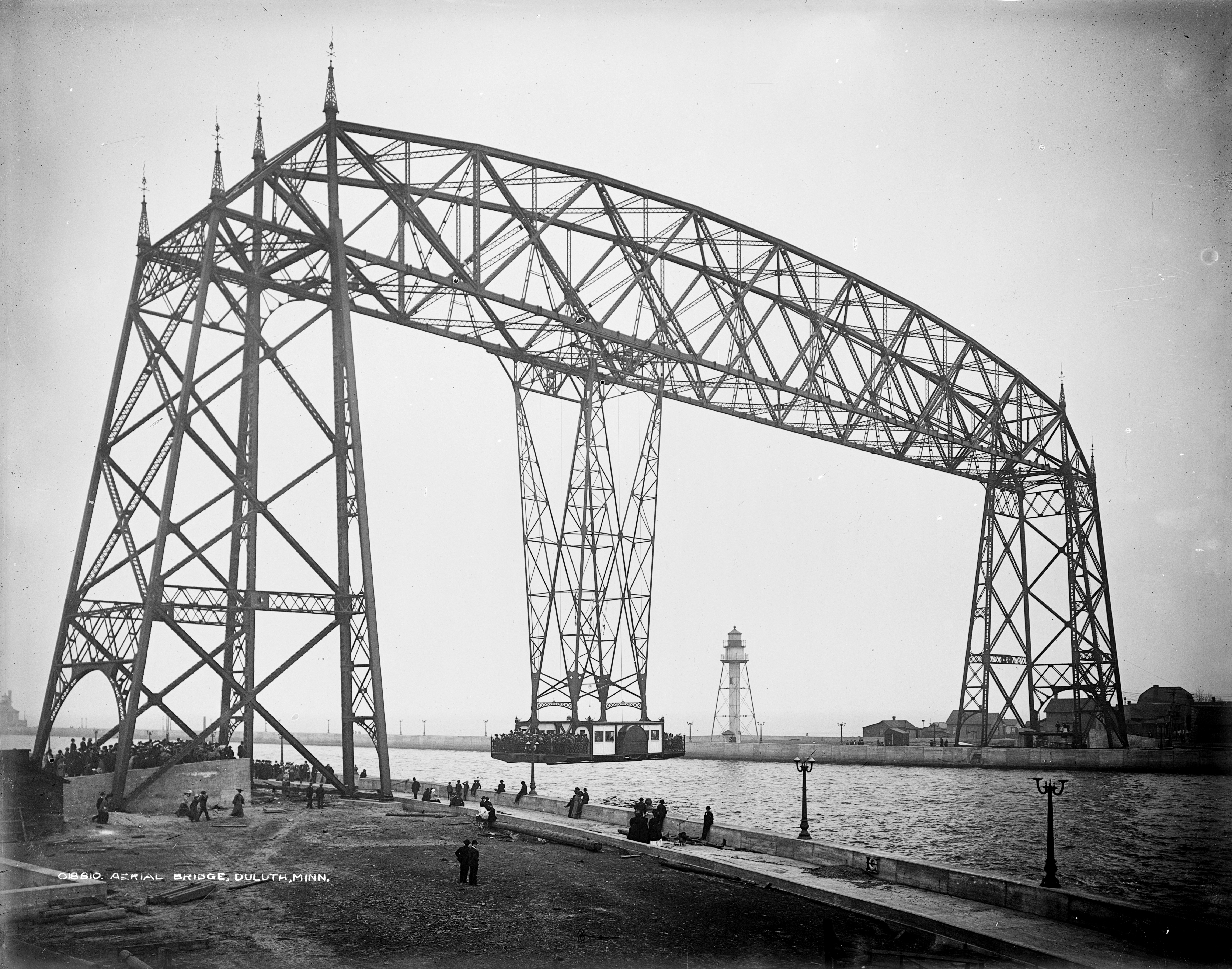
Aerial Lift Bridge, 1905
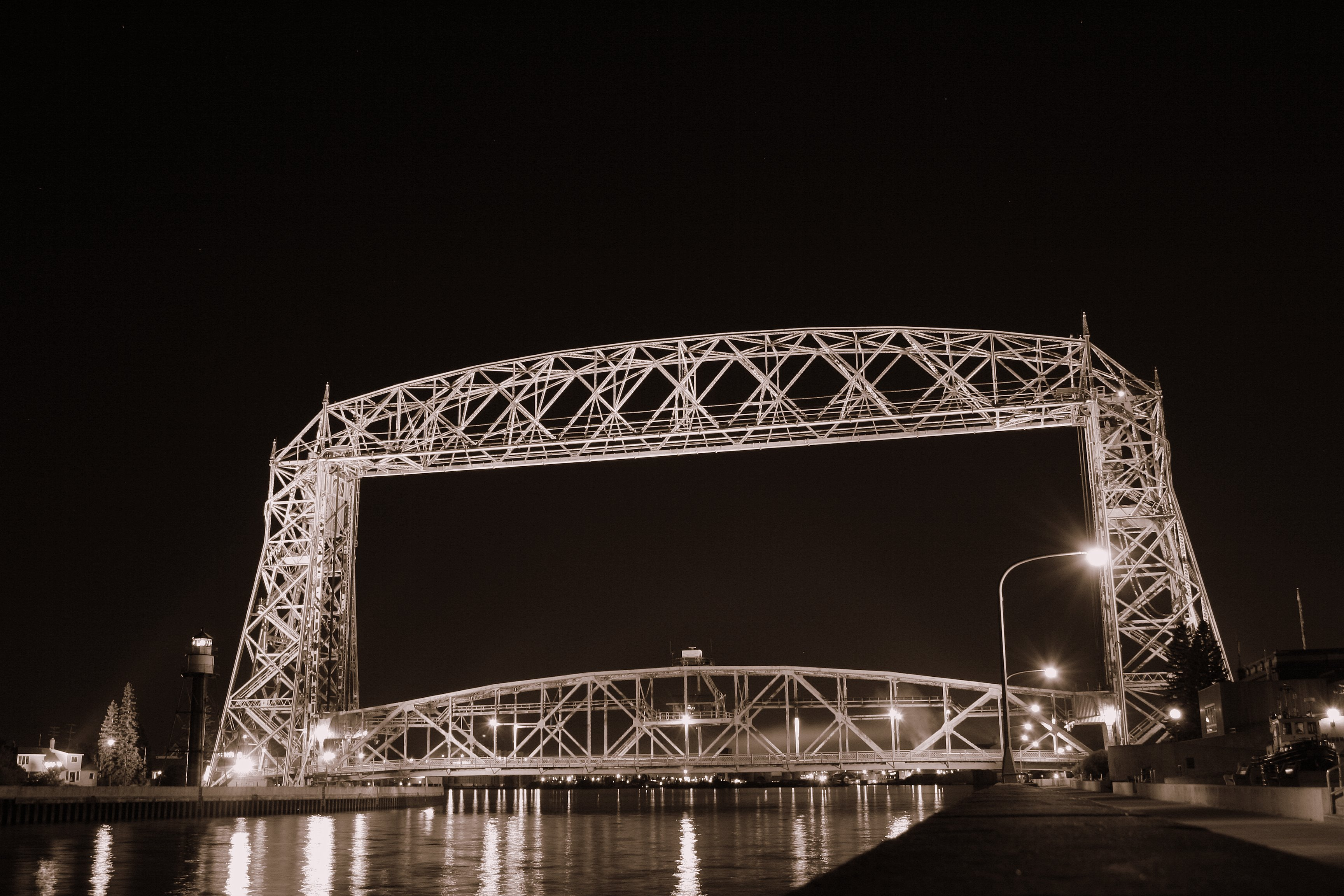
Aerial Lift Bridge, 2007
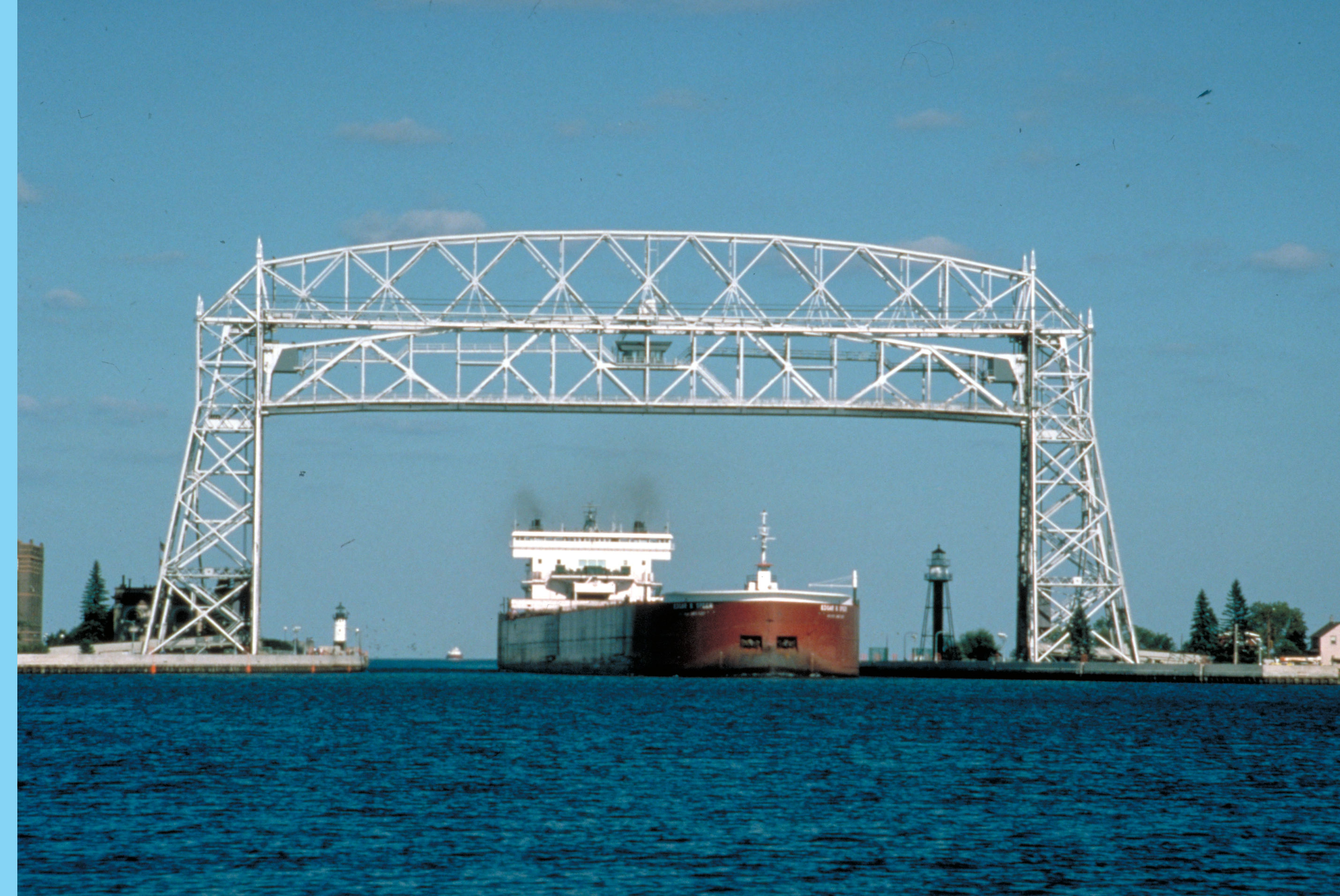
Aerial Lift Bridge, upplyft, med ett fraktfartyg passerande i kanalen